# Dilshod Choriev
Dilshod Choriev (uzbecká výslovnost: [dilʃɒd ʧɒriev]; anglickým přepisem: Dilshod Choriyev), (* 3. července 1985) je uzbecký zápasník – judista.

## Sportovní kariéra
Pochází z podhorské oblasti jihovýchodního Uzbekistánu pojmenované po řece Kaškadarje. Začínal s tradičním středoasijským zápasem zvaným kuraš. K judu se dostal přes sambo a vrcholově se mu začal věnovat jako student ekonomické univerzity v Taškentu pod vedením Andreje Šturbabina. Patřil k silné nastupující generaci uzbeckých judistů a o post reprezentační jedničky sváděl boje s Churšidem Nabijevem a Ramziddinem Sajidovem.
Na mezinárodní scéně se ukazuje od roku 2009. Přípravu na olympijský rok 2012 měl velmi dobrou, hned v úvodu roku vyhrál prestižní pařížský turnaj a na olympijské hry v Londýně odjížděl jako úřadující mistr Asie. Ve čtvrtfinále však neustál tíhu situace a protaktizoval zápas proti Brazilci Tiagu Camilovi. V opravách se podobně jako ve čtvrtfinále držel více zpátky než útočil a rozhodčí při hantei poslali do boje o medaile jeho soupeře Japonce Masaši Nišijamu.

### Vítězství
- 2009 – 1x světový pohár (Abú Zabí)
- 2011 – 2x světový pohár (Baku, Taškent)
- 2012 – 1x světový pohár (Paříž)

## Výsledky
| Olympijské hry    | —   |   |   |   | — |    |     |     | úč. |   |    |   |   |  |  |  |  |  |  |  |  |
| Mistrovství světa |     | — |   | — |   | 3. | úč. | úč. |     | — | —  | — |   |  |  |  |  |  |  |  |  |
| Asijské hry       |     |   | — |   |   |    | 2.  |     |     |   | 2. |   |   |  |  |  |  |  |  |  |  |
| Mistrovství Asie  | —   | — |   | — | — | 2. |     | 3.  | 1.  | — |    | — | — |  |  |  |  |  |  |  |  |
| MS juniorů        | úč. |   |   |   |   |    |     |     |     |   |    |   |   |  |  |  |  |  |  |  |  |